# Judee Sill
Judith Lynne Sill (Oakland, 7 de outubro de 1944 — 23 de novembro de 1979) foi uma cantora e compositora americana.

## Biografia
Nascida em Oakland, Califórnia, perdeu o pai, Milford "Bun" Sill, morto devido a uma pneumonia em 1952, e o irmão ainda bem jovem. Sua mãe, alcoólatra, se casou novamente com Ken Muse, responsável pela animação de Tom e Jerry. Judee nunca aceitou o fato de sua mãe ter se casado com ele. Ela não simpatizava com o jeito autoritário de Ken. Como que para vingança, passou a andar com turmas rebeldes, se envolveu com crimes e drogas (heroína). Correram boatos que Judee chegou a se prostituir para bancar o consumo de drogas. Foi presa uma vez, e na cadeia, conseguiu largar o vício. Decidiu também começar a compor. Era uma pianista e guitarrista talentosa. Ela foi influenciada em suas composições por Bach e Ray Charles. Fez uma viagem de carro cruzando os EUA, com duas garotas, quando tinha 19 anos. Nessa viagem, obteve mais contato com o mundo musical. Quando voltou, conheceu David Geffen, que contratou Judee para gravar um disco pela sua nova gravadora - Asylum Records. Através de Geffen, Judee conheceu Graham Nash, que produziu o primeiro single para seu disco - "Jesus Was a Crossmaker". Seu primeiro disco, de nome Judee Sill, foi aclamado pela crítica, mas era pouco comercializável. Perfeccionista confessa, Judee podia levar um ano para escrever uma música. Algumas canções ficaram conhecidas por gravações feitas por outros artistas, como "Jesus Was a Crossmaker", que foi regravada pelo The Hollies, e "Lady-O", pelo The Turtles. O segundo disco, Heart Food, foi lançado em 1973. Infelizmente continha o mesmo problema que o primeiro, não conseguindo portanto muitas vendas. Sua fama foi diminuindo, até que ela desapareceu quase que por completo do cenário musical. Não se tem certeza do que aconteceu depois, mas é certo que ela retornou para o vício da heroína, e também deve ter se envolvido com cocaína. Infelizmente, morreu de overdose em 23 de novembro de 1979, aos 35 anos.

## Discografia
- Judee Sill (1971) (Asylum)
- Heart Food (1973) (Asylum)
- Dreams Come True (2005) (Water)